# Frank Coraci

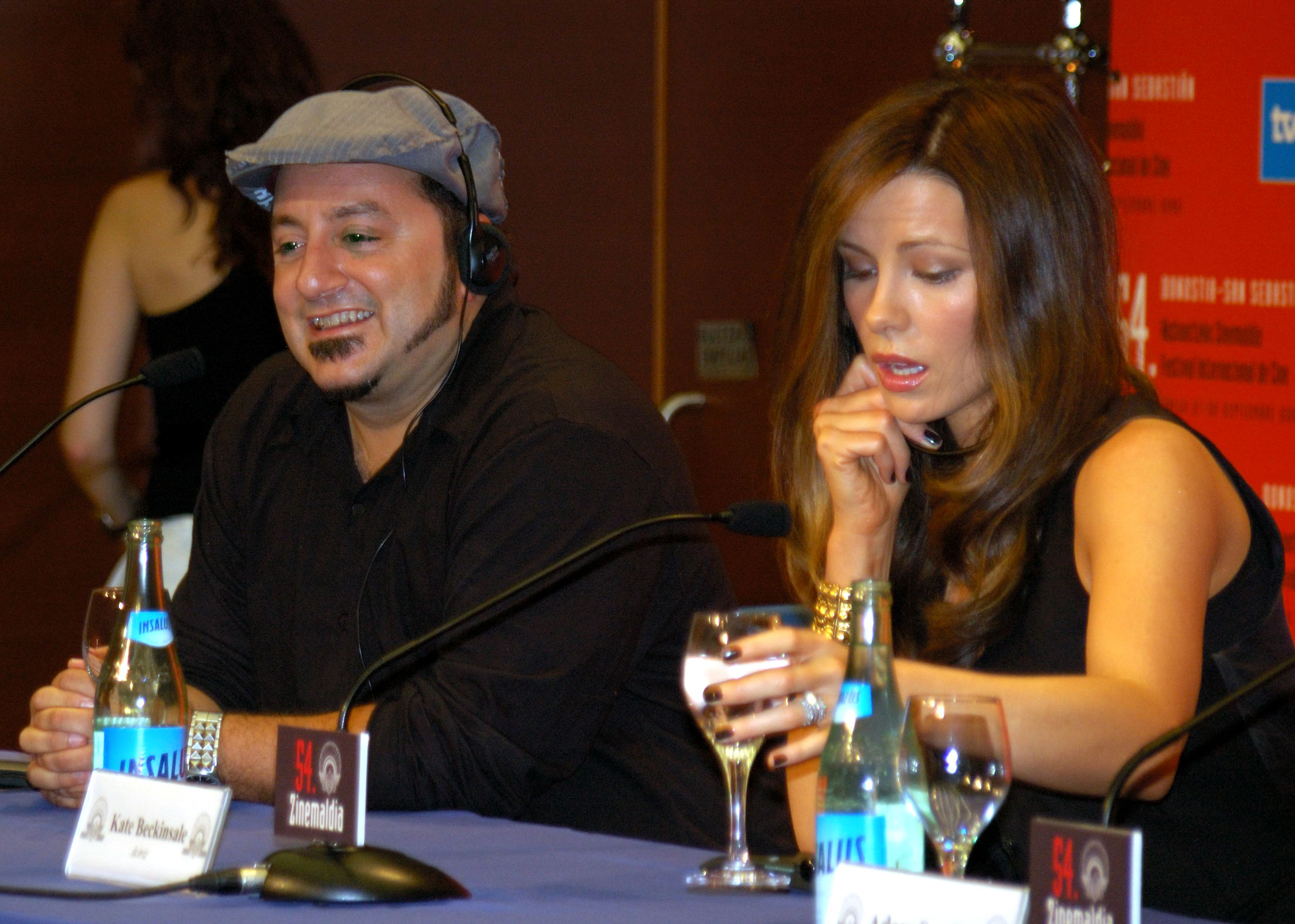
Coraci (links) met Kate Beckinsale, die in zijn film Click speelde

Frank Coraci (Erie County, 3 februari 1966) is een Amerikaans filmregisseur. Hij debuteerde in 1995 met de zelfgeschreven thriller Murdered Innocence. Sindsdien werkte hij (onder meer) bij herhaling samen met acteur Adam Sandler, aan The Wedding Singer, The Waterboy  en Click.

## Filmografie
- I'm in Hell (2007, televisiefilm)
- Click (2006)
- Around the World in 80 Days (2004)
- The Waterboy (1998)
- The Wedding Singer (1998)
- Murdered Innocence (1995)

- Bibsys: 99040419
- Bibliothèque nationale de France: cb14089139v (data)
- Gemeinsame Normdatei: 132495392
- International Standard Name Identifier: 0000 0001 1476 6232
- Library of Congress Control Number: no00074938
- Nationale Bibliotheek van Tsjechië: xx0040477
- Nationale Bibliotheek van Israël: 987007457093805171
- Nederlandse Thesaurus van Auteursnamen: 177227222
- SNAC: w6vd7v5z
- Système universitaire de documentation: 190950021
- Virtual International Authority File: 85554292
- WorldCat: E39PBJwMB4vGBrvWFXXkvk7vHC